# Emilis Jūlis Melngailis
Emilis Jūlis Melngailis (* 3.jul. / 15. Februar 1874greg. in Igate, Gemeinde Vidriži, im Landkreis Limbaži; † 20. Dezember 1954 in Rīga) war ein lettischer Komponist und Musikforscher.

## Leben
Melngailis studierte in den Jahren 1896 und 1897 bei Felix Draeseke in Dresden und danach bis 1901 bei Nikolai Rimski-Korsakow in Sankt Petersburg. Er lebte bis 1904 als Musikkritiker in Sankt Petersburg, danach bis 1920 als Sprachlehrer in Taschkent. Während der russischen Revolution komponierte er einige seiner berühmtesten Lieder, zu Texten des lettischen Dichters Janis Rainis. Ab 1920 wirkte Melngailis als Chorleiter in Rīga. In den 1920er und 1930er Jahren war er der Hauptdirigent der lettischen Sängerfeste. Von 1944 bis 1954 war Melngailis Professor für lettische Musikfolklore am Staatskonservatorium Riga.
Er komponierte ein Ballett, zwei sinfonische Dichtungen, ein Lettisches Requiem, ein Streichquartett und weitere kammermusikalische Werke, Klavierstücke, zehn Bände mit Chorliedern und Sololieder. Daneben begann er mit der Sammlung von lettischen Chorliedern, die er 1902 als Birzēs i norās veröffentlichte. Insgesamt veröffentlichte er über fünftausend lettische, litauische, kirgisische und jüdische Volksmelodien. Melngailis publizierte über lettische Volksmusik und Musikgeschichte und war der Verfasser satirischer und polemischer Schriften. Außerdem gehörte er zu den stärksten Schachspielern des Landes.